# دهگردان
دهگردان، روستایی از توابع بخش مرکزی شهرستان فیروزکوه در استان تهران ایران است.
واژه دهگردان کلمه مرکبی است شامل ده گر+دان ، ده گر هم صفت مرکبی است به معنی باشنده که به معنی دهقان نیز میباشد 
دان نیز پسوند مکان است که معنی جایگاه و مکان زندگی است. پس دهگران  محل سکونت دهقانان معنی پیدا میکند
تصحیح (dr javad zarvani)

## جمعیت
این روستا در دهستان حبلرود قرار دارد و براساس سرشماری مرکز آمار ایران در سال ۱۳۸۵، جمعیت آن ۵۵۰ نفر (۱۶۰خانوار) بوده‌است.